# 霍康家族
霍康家族（藏語：ཧོར་ཁང་，威利转写：hor khang，THL：Horkhang），全称霍尔康萨（藏語：ཧོར་ཁང་གསར་，威利转写：hor khang gsar，THL：Hor Khangsar），西藏贵族，最初位于甘丹寺东的甲玛（rgya ma）地区。
该家族最早源自成吉思汗的后裔，后来以家族在拉萨的府邸“霍尔康萨”为名。18世纪初因家族无嗣，噶伦颇罗鼐将三位弟弟饶登顿珠等并入霍康家族，以继承家族产业。饶登顿珠于1735年（雍正十二年）被封为札萨克一等台吉。他是甲玛赤康谿卡的第一代庄园主，此處便成为该家族的根本庄园。
此后家族的继承人一直被中國政府授予札萨克台吉头衔，家族的最后一任札萨克为霍康·索朗边巴，他是著名学者，在中华人民共和国成立后他曾任西藏自治区政协副主席、西藏自治区人大副主任等职。而家族的另一位后裔、索朗边巴的表兄阿沛·阿旺晋美，则是西藏近代史上的重要人物，曾任噶伦，后担任过全国人大常委会副委员长、全国政协副主席、西藏自治区人民政府主席等职。

## 人物
- 诺颜和硕齐若丹[注 3]（ནོཡན་ཧོ་ཤུ་ཆི་རབ་བརྟན་， noyan ho shu chi rab brtan，？－1736年），因与颇罗鼐一同率后藏军队与前藏作战，而于1735年被雍正帝封为札萨克一等台吉。
  - 弟：哈什哈若丹顿珠[注 4]（ཧ་ཤི་ག་བརྟན་དོན་གྲུབ་，ha shi ga brtan don grub，？－1738年），1736年承袭札萨克一等台吉头衔。
    - 子：旺堆（དབང་འདུས་，dbang 'dus，？－1770年），1745年承袭其叔次旺多吉的札萨克一等台吉头衔。
      - 子：索诺木拉喜[注 5]（བསོད་ནམས་བཀྲ་ཤིས་，bsod nams bkra shis，？－1792年），1766年承袭札萨克一等台吉头衔。1783年受诏世龚罔替。1786年出任噶伦。
        - 子：策棱旺楚克多尔济[注 6]（ཚེ་རིང་དབང་ཕྱུག་རྡོ་རྗེ་， tshe ring dbang phyug rdo rje，？－1827年），1792年承袭札萨克一等台吉头衔。其夫人为拉达克公主平措卓玛。
          - 子：顿柱宇结[注 7]（དོན་གྲུབ་གཡུལ་རྒྱལ་，don grub g.yul rgyal），1828年承袭札萨克一等台吉头衔。曾任孜本。
            - 子：妥美占堆（ཐོགས་མེད་དགྲ་འདུལ་，thogs med dgra 'dul），承袭札萨克台吉头衔，1862年进入政府机构任职，1868年因病引退。
            - 子：汪青占堆（དབང་ཆེན་དགྲ་འདུལ་，dbang chen dgra 'dul），承袭其兄的札萨克台吉头衔。1883年被革职流放，并自此从家族中分出，成为一支霍苏（霍康苏巴）。
              - 子：索南多杰[注 8]（བསོད་ནམས་སྟོབས་རྒྱས་，bsod nams stobs rgyas，1865年－1903年），1883年承袭札萨克台吉头衔。曾任聂荣基恰、前藏代本等职。1902年出任噶伦，1903年被杀（一说自杀）。其妻为索康家族之女。
                - 子：旺钦彭措[注 9]（དབང་ཆེན་ཕུན་ཚོགས་，dbang chen phun tshogs，1887年－1918年），1906年承袭札萨克二等台吉头衔。娶擦绒·旺秋杰波次女次丹卓嘎为妻。1918年因瘟疫病逝。
                  - 女：次仁玉珍（1917年－2006年），嫁入乃堆家。
                  - 子：索朗边巴（བསོད་ནམས་དཔལ་འབར་，bsod nams dpal 'bar，1919年－1995年），著名藏族学者。1958年承袭札萨克头衔。后曾任西藏自治区政协副主席、西藏自治区人大副主任等职。与妻卓玛央宗共育有三女一子。

                - 长女：（佚名），嫁入江孜聂中家。
                - 次女：尼玛拉姆，嫁给山南拉加里赤钦多布杰日修。
                - 三女：强巴曲珍
                  - 子：阿旺晋美（ངག་དབང་འཇིགས་མེད་，ngag dbang 'jigs med，1910年－2009年），与阿沛·才旦卓嘎成婚而进入阿沛家。曾任噶伦，中华人民共和国成立后任全国人大常委会副委员长、西藏自治区人民政府主席等职。

                - 四女：格桑拉姆，嫁入桑颇家族。
                - 五女：阿乃，嫁给达布江热谿卡管家扎彭。
                - 六女：强久曲珍，嫁给达布江热谿卡管家扎彭。

      - 子：格桑彭错南杰（བསྐལ་བཟང་ཕུན་ཚོག་རྣམ་རྒྱལ་，bskal bzang phun tshog rnam rgyal），1754年出家为僧。

  - 弟：齐旺多尔济[注 10]（ཚེ་དབང་རྡོ་རྗེ་，tshe dbang rdo rje，？－1744年），1739年承袭札萨克一等台吉头衔。